# Brabham BT46
Brabham BT46 — гоночный автомобиль с открытыми колёсами команды Формулы-1 Parmalat Racing Team, модификации которого выступали в сезонах 1978 и 1979 годов. Автомобиль Brabham BT46 был первым в истории автоспорта, оснащенным электронным указателем времени прохождения каждого круга. Третья модификация (обычно обозначаемая BT46B или BT46C, см. ниже) была оснащена гигантским вентилятором для создания разрежения воздуха под днищем с целью увеличения прижимной силы, хотя формально вентилятор был предназначен для улучшения охлаждения двигателя.

## Номенклатура
Разные источники используют разные обозначения для трёх моделей. Поскольку исходная модель BT46 с необычной конструкцией радиаторов на бортах корпуса не участвовала в гонках, в протоколах вторая модель (с радиатором впереди) обозначалась как BT46 вместо BT46B, а третья — с вентилятором — как BT46B вместо BT46C.

## История
Мотор Alfa Romeo 115-12, которым оснащались автомобили Parmalat Racing Team с сезона 1977 года, был мощным, но очень широким, тяжёлым и прожорливым. Для лучшего охлаждения конструктор Brabham Гордон Марри решил сделать боковые стенки монокока в виде больших радиаторов. Однако хитроумная система не справилась со своей основной задачей: охлаждение было слабым, а крепления разбалтывались из-за вибраций. Настоящий BT46 так никогда и не стартовал в гонках, поэтому его «наследники» BT46B и BT46C в официальных протоколах именовались как BT46 и BT46B соответственно.
В начале сезона 1978 года команда была вынуждена использовать прошлогодние Brabham BT45C. Новый Brabham BT46B появился на трассе на Гран-при ЮАР, третьем этапе Чемпионата мира и Лауда сразу завоевал поул-позицию. Радиатор у него был смонтирован традиционно — спереди. В конструкции монокока Марри первым из инженеров Формулы-1 применил плоские углепластиковые панели. Однако проблемы с надёжностью и различные аварии не позволяли команде бороться за победы в гонках.
Для борьбы с доминирующим «автомобилем-крыло» Lotus 79, к Гран-при Швеции был подготовлен Brabham BT46C, прозванный «пылесосом» (англ. fan-car). На корме автомобиля был установлен большой вентилятор, призванный высасывать воздух из-под днища машины, создавая тем самым низкое давление и требуемую прижимную силу. Официально команда объясняла его появление необходимостью охлаждения двигателя.
В гонке BT46C под управлением Ники Лауды не оставил соперникам никаких шансов. Лауда заявил после гонки, что эта победа стала самой лёгкой в его карьере. После многочисленных протестов других команд «пылесос» был запрещён, однако результаты Гран-при Швеции остались в силе. Таким образом Brabham BT46C стал единственным автомобилем в Формуле-1 со стопроцентным результатом в гонках: один старт — одна победа.
В оставшихся гонках команда вынуждена была использовать BT46B, который не мог конкурировать с Lotus 79. Лауда выиграл ещё одну гонку в Монце, после штрафа Андретти и Вильнёва. Команда финишировала третьей в Кубке конструкторов с 53 очками.
Последний раз BT46 использовался командой на первом этапе сезона 1979 года, Гран-при Аргентины. Лауда использовал её в квалификации, а в гонке — новую Brabham BT48. Пике попал в аварию на первом круге гонки и на рестарт не вышел.

## Результаты выступлений в гонках
| Год  | Команда           | Двигатель         | Шины | Пилоты | 1   | 2   | 3    | 4    | 5   | 6    | 7    | 8    | 9    | 10  | 11   | 12   | 13  | 14  | 15   | 16   | Место | Очки |
| ---- | ----------------- | ----------------- | ---- | ------ | --- | --- | ---- | ---- | --- | ---- | ---- | ---- | ---- | --- | ---- | ---- | --- | --- | ---- | ---- | ----- | ---- |
| 1978 | Brabham BT46B (C) | Alfa Romeo 115-12 | G    |        | АРГ | БРА | ЮАР  | СШЗ  | МОН | БЕЛ  | ИСП  | ШВЕ  | ФРА  | ВЕЛ | ГЕР  | АВТ  | НИД | ИТА | США  | КАН  | 3     | 53 3 |
| 1978 | Brabham BT46B (C) | Alfa Romeo 115-12 | G    | Лауда  |     |     | Сход | Сход | 2   | Сход | Сход | 1    | Сход | 2   | Сход | Сход | 3   | 1   | Сход | Сход | 3     | 53 3 |
| 1978 | Brabham BT46B (C) | Alfa Romeo 115-12 | G    | Уотсон |     |     | 3    | Сход | 4   | Сход | 5    | Сход | 4    | 3   | 7    | 7    | 4   | 2   | Сход | Сход | 3     | 53 3 |
| 1978 | Brabham BT46B (C) | Alfa Romeo 115-12 | G    | Пике   |     |     |      |      |     |      |      |      |      |     |      |      |     |     |      | 11   | 3     | 53 3 |

| Легенда к таблице |                                                                    |
| --- | ------------------------------------------------------------------ |
| В таблице перечислены результаты всех Гран-при Формулы-1, в которых использовался автомобиль. Строками таблицы являются сезоны, столбцами — этапы чемпионата мира. В каждой клетке указаны сокращённое название этапа и результат, дополнительно обозначенный цветом. Расшифровка обозначений и цветов представлена в нижеследующей таблице. |                                                                    |
| \| Пример \| Описание \| \| ------------ \| ------------------------------------------------------------------ \| \| 1 \| Победитель \| \| 2 \| Второе место \| \| 3 \| Третье место \| \| 5 \| Финишировал, заработав очки \| \| Сход \| Не финишировал, но при этом заработал очки \| \| 12 \| Финишировал, не получив очков \| \| НКЛ \| Финишировал, но не попал в финальную классификацию \| \| 15 \| Участвовал вне зачёта, либо по отдельной классификации \| \| 18 \| Не финишировал, но попал в финальную классификацию \| \| Сход \| Не финишировал \| \| НКВ \| Не прошёл квалификацию \| \| НПКВ \| Не прошёл предквалификацию \| \| ДСК \| Дисквалифицирован \| \| ИСК \| Исключён из протокола соревнований \| \| ТТ \| Заявлен для участия только в тренировках \| \| НС \| Участвовал в квалификации, но не стартовал в гонке \| \| Т \| Травмирован или болен \| \| ОТК \| Отказ от участия \| \| НТР \| Прибыл на соревнования, но на трассу не выезжал \| \| НПР \| Был заявлен в числе участников, но не прибыл к началу соревнований \| \| О \| Соревнования отменены \| \| \| Не участвовал \| \| Поул-позиция \| \| \| Быстрый круг \| \| |                                                                    |
| Пример | Описание                                                           |
| 1 | Победитель                                                         |
| 2 | Второе место                                                       |
| 3 | Третье место                                                       |
| 5 | Финишировал, заработав очки                                        |
| Сход | Не финишировал, но при этом заработал очки                         |
| 12 | Финишировал, не получив очков                                      |
| НКЛ | Финишировал, но не попал в финальную классификацию                 |
| 15 | Участвовал вне зачёта, либо по отдельной классификации             |
| 18 | Не финишировал, но попал в финальную классификацию                 |
| Сход | Не финишировал                                                     |
| НКВ | Не прошёл квалификацию                                             |
| НПКВ | Не прошёл предквалификацию                                         |
| ДСК | Дисквалифицирован                                                  |
| ИСК | Исключён из протокола соревнований                                 |
| ТТ | Заявлен для участия только в тренировках                           |
| НС | Участвовал в квалификации, но не стартовал в гонке                 |
| Т | Травмирован или болен                                              |
| ОТК | Отказ от участия                                                   |
| НТР | Прибыл на соревнования, но на трассу не выезжал                    |
| НПР | Был заявлен в числе участников, но не прибыл к началу соревнований |
| О | Соревнования отменены                                              |
| | Не участвовал                                                      |
| Поул-позиция |                                                                    |
| Быстрый круг |                                                                    |